# Ratihabición
La ratihabición es la declaración que uno hace de su voluntad con respecto a algún acto que otro hizo por él, aprobándolo y confirmando su validez.
Según esto, la ratihabición se diferencia de la ratificación solamente en que ésta tiene una significación más extensa comprendiendo la ratihabición como el género comprende la especie, puesto que la ratificación significa la confirmación de lo que nosotros hemos hecho anteriormente y de lo que otro ha hecho en nuestro nombre sin preceder nuestro mandato, mientras que la ratihabición comprende solamente este último caso.
La ratihabición tiene fuerza retroactiva, retrociendo los efectos legales al día en que se ejecutó el contrato o el acto legal, Ratihabitio retratrahitur ad initium, siempre y cuando desde su origen  el acto o el contrato no haya sido nulo legalmente, puesto que ya es conocida la regla del derecho que establece que lo que es nulo en un principio es nulo siempre. Esta nulidad, no obstante, debe de ser esencial o absoluta, pues, de lo contrario, si solo hubiese un defecto exterior que diese lugar a la rescisión del contrato por la restitución de la cosa, por el hecho de la ratihabición quedaría válido el contrato o acto legal, adquiriendo toda la fuerza de que fuese susceptible.

## Ratihabitio mandato aequiparatur
La ratihabición equivale al mandato; ratihabitio mandato aequiparatur (Ley 19, título 34 de la Partida 7ª) de manera que cuando uno ratifica lo que otro hizo en nombre suyo equivale a si le hubiese mandado que en su nombre ejecutara tal acto o contrato.